# ایونینگ شید (اکلاهما)
ایونینگ شید(به انگلیسی: Evening Shade) شهری در ایالت اکلاهما کشور ایالات متحده آمریکا است که جمعیت آن در سرشماری سال ۲۰۱۰ میلادی، ۳۵۹ نفر بوده‌است.